# Velódromo de Asjabad
El Velódromo de Asjabad (en turcomano:  Welotrek sport toplumy) es un velódromo construido en Asjabad, la capital del país asiático de Turkmenistán. Fue construido por la compañía turca Polimeks para los juegos asiáticos bajo techo y de Artes marciales de 2017. La pista es de 250 metros de largo y 7,1 metros de ancho. Los materiales de construcción utilizados provienen de Finlandia. La superficie total del edificio es de 61.000 m² y posee cinco pisos. La tribuna posee capacidad para 6.000 personas, hay áreas VIP y un sector para la prensa.